# СК Ал Ахли
Спортен клуб „Ал-Ахли“ (на арабски: االنادى الأهلى للرياضة البدنية) е египетски футболен клуб от град Кайро, основан на 24 април 1907 г.
През 2000 г. клубът е обявен за „Африкански клуб на века“. Той е най-успешният клуб на Африканския контитент, близо следван от своите големи съперници СК Замалек също от Египет и ТП Мазембе от Демократична република Конго.
Отборът, както и всички други в Египетската висша лига, не завършва сезон 2011/12 заради инцидента на стадиона на „Ал-Масри“ в Порт Саид. На 1 февруари след мача между „Ал-Масри“ и „Ал-Ахли“, завършил 3:1 за домакините, феновете на отбора от Порт Саид щурмуват стадиона и започват да бият играчите и феновете на съперника с ножове, мечове, стикове за голф, бутилки и пиратки като оръжия. Резултатите са 79 убити, 47 арестувани и над 1000 ранени.
Перфектият сезон на отбора е през 2005, когато „Ал-Ахли“ остава непобеден във всички състезания, в които участва. 46 мача са изиграни в Египетското първенство, Купата на Египет, Суперкупата на Египет и Шампионската лига на Африка и клубът не е победен в нито един от тях. Сезон 2006 също е успешен за отбора, като той печели Египетското първенство, Купата на Египет, суперкупата на Египет и Шампионската лига на Африка, Суперкупата на КАФ и бронзов медал от Световното клубно първенство.

## Отличия
Броят на отличията е 122 (единствено „Селтик“ има повече титли по общ брой)
в Египет
- Египетска висша лига: Шампион (45) – 1948/1949, 1949/1950, 1950/1951, 1952/1953, 1953/1954, 1955/1956, 1956/1957, 1957/1958, 1958/1959, 1960/1961, 1961/1962, 1974/1975, 1975/1976, 1976/1977, 1978/1979, 1979/1980, 1980/1981, 1981/1982, 1984/1985, 1985،1986, 1986/1987, 1988/1989, 1993/1994, 1994/1995, 1995/1996, 1996/1997, 1997/1998, 1998/1999, 1999/2000, 2004/2005, 2005/2006, 2006/2007, 2007/2008, 2008/2009, 2009/2010, 2010/2011, 2013/2014, 2015/16, 2016/17, 2017/18, 2018/19, 2019/20, 2022/23, 2023/24, 2024/25
- Лига Кайро: Шампион (17) – 1924/25, 1926/27, 1927/28, 1928/29, 1930/31, 1932/33, 1933/34, 1934/35, 1935/36, 1936/37, 1937/38, 1938/39, 1941/42, 1942/43, 1947/48, 1949/50, 1957/58
- Купа на Египет: Носител (39) – 1924, 1925, 1927, 1928, 1930, 1931, 1937, 1940, 1942, 1943, 1945, 1946, 1947, 1949, 1950, 1951, 1953, 1956, 1958, 1961, 1966, 1978, 1981, 1983, 1984, 1985, 1989, 1991, 1992, 1993, 1996, 2001, 2003, 2006, 2007, 2017, 2020, 2022, 2023
- Суперкупа на Египет: Носител (15) – 2003, 2005, 2006, 2007, 2008, 2010, 2011, 2014, 2015, 2018, 2019, 2021, 2022, 2023, 2024
- Купа на Султан Хюсеин: Носител (7) – 1923, 1925, 1926, 1927, 1929, 1931, 1938
- Купа на Обединената арабска република: Носител (1) – 1961
- Купа на Конфедерациите: Носител (1) – 1989

в Африка
- Шампионска лига на Африка: Носител (12) – 1982, 1987, 2001, 2005, 2006, 2008, 2012, 2013, 2020, 2021, 2023, 2024
- Африканска купа на носителите на купи: Носител (4) – 1984, 1985, 1986, 1993
- Суперкупа на КАФ: Носител (8) – 2002, 2006, 2007, 2009, 2013, 2014, май 2021, декември 2021

Международни
- Световното клубно първенство на ФИФА: Бронзов медалист – 2006
- Афро-Азиатска Купа: Носител (1) – 1988
- Арабска шампионска купа: Носител (1) – 1996
- Арабска суперкупа: Носител (2) – 1997, 1998
- Арабска купа на носителите на купи: Носител (1) – 1994